# Hell of a Collection
Hell of a Collection (a veces escrito Hellofacollection) es un álbum compilatorio de la banda de rock finlandesa The Rasmus, lanzado en 2001 por la disquera Warner Music Finland. Este álbum ha vendido alrededor de 50 000 copias.

## Lista de canciones
1. "F-F-F-Falling" - 3:52 (después lanzada en Into)
2. "Chill" - 4:13 (después lanzada en Into)
3. "Liquid" - 4:17 (del álbum Hell of a Tester)
4. "Every Day" - 3:18 (del álbum Hell of a Tester)
5. "City of the Dead" - 3:22 (del álbum Hell of a Tester)
6. "Help Me Sing" - 3:24 (del álbum Hell of a Tester)
7. "Playboys" - 2:57 (del álbum Playboys)
8. "Blue" - 3:14 (del álbum Playboys)
9. "Ice" - 2:45 (del álbum Playboys)
10. "Sophia" - 2:42 (del álbum Playboys)
11. "Wicked Moments" - 2:56 (del álbum Playboys)
12. "Ghostbusters" (Ray Parker Jr.) - 3:35 (del álbum Peep)
13. "Funky Jam" - 2:11 (del álbum Peep)
14. "Myself" - 3:53 (del álbum Peep)
15. "P.S." - 2:56 (del álbum Peep)
16. "Rakkauslaulu" - 3:35 (del sencillo 1st)
17. "Life 705" (Version '99) - 5:42 (del sencillo Swimming with the Kids)
18. "Liquid" (Demo) - 3:11

## Productores
- Pistas 1-2 producido por Mikael Nord y Martin Hansen
- Pista 3 pproducido por The Rasmus y The Nose
- Pistas 4-6 producido por The Rasmus y Teja Kotilainen
- Pistas 7-11 producido por The Rasmus y Illka Herkman
- Pistas 12-16 producido por The Rasmus y Teja Kotilainen
- Pista 17 producido por The Rasmus

## Trivia
- El librillo dentro del álbum contiene un pequeño póster con los momentos más importantes de la banda.